# Cyclocephala amazona
Cyclocephala amazona är en skalbaggsart som beskrevs av Carl von Linné 1767. Cyclocephala amazona ingår i släktet Cyclocephala och familjen Dynastidae.

## Underarter
Arten delas in i följande underarter:
- C. a. boliviensis
- C. a. signata